# Marea Moschee din Samarra
Marea Moschee din Samarra este o moschee din Samarra, Irak. Ea a fost construită în secolulu al IX-lea, de către califul abbasid Al-Mutawakkil. La vremea ei, moscheea era cea mai mare din lume.
Moscheea este unică prin frumosul ei minaret, numit Malwiya, care este unul dintre cele mai mari din lume la momentul actual. Minaretul se află în estul moscheii, și este legat de ea printr-un pod.
Marea Moschee din Samarra acoperea o suprafață destul de mare cu zidurile ei, decorate cu gresie albastră. În ziua de astăzi, moscheea este în mare parte o ruină. Tot cea mai rămas din ea este celebrul minaret și o parte din zidurile ei.
În 2005, minaretul a fost afectat de o bombă . Insurgenții au atacat turnul deoarece americanii îl foloseau ca punct de veghe. Cu toate acestea, minaretul a rezistat, iar în 2007 moscheea a fost inclusă în patrimoniul mondial UNESCO.

## Fotogalerie

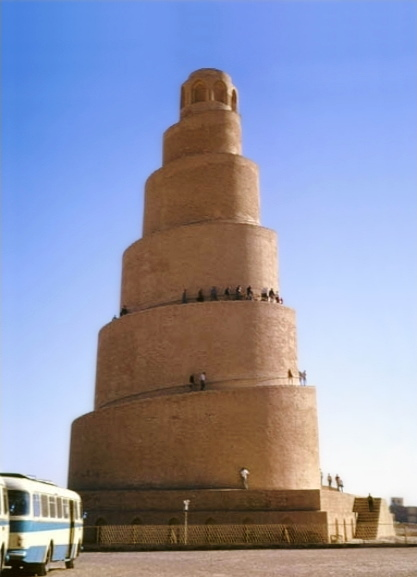
Minaretul moscheii
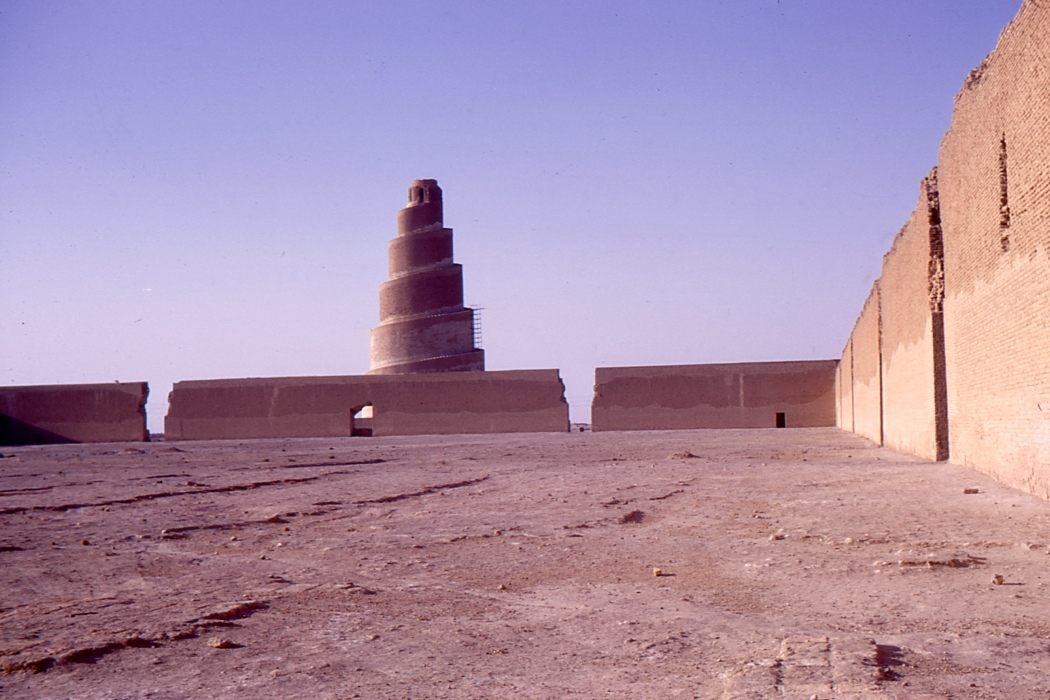
Zidurile moscheii